# 류근철
류근철(柳根哲, 1926년 12월 21일 ~ 2011년 3월 8일)은 대한민국의 제 1호 한의학 박사이다.

## 이력
1926년 충청남도 천안군 동면(天安郡 東面)에서 출생한 류근철은 1976년 경희대학교에서 국내 최초로 한의학박사 학위를 받았다. 모스크바국립공대 의공학 박사, KAIST 명예이학박사학위를 받았고 경희한방의료원 부원장, 러시아 모스크바국립공대 교수 등을 거치며 평생 한의사의 길을 걸었다. 1972년 세계 최초로 침 마취 맹장수술에 성공하는 등으로 국내외에서 특허도 취득했다.
고인은 2008년 KAIST에 578억원 상당의 부동산을 기부했는데, 국내 개인 기부 기록으로는 현재(2012년 12월)까지 깨지지 않고 있다. KAIST는 감사의 뜻으로 지난해 준공된 스포츠 컴플렉스 시설에 고인의 이름을 붙였고, 향후 세종시에 들어설 새 캠퍼스의 이름도 '류근철 캠퍼스'로 명명할 예정이다. 고인은 2009년부터 KAIST 인재ㆍ우주인 건강연구센터를 설립해 직접 학생들의 건강을 돌보기도 했다. 유족으로는 인희(연세대 철학과 교수) 광희씨와 영희 선희 정희씨 등 2남3녀가 있다.

## 약력

### 학력
- 1970 경희대학교 한의과대학 한의학과 학사
- 1972 경희대학교 한의과대학원 한의학 석사
- 1976 경희대학교 한의과대학원 한의학 박사(대한민국 한의학 1호 박사)

#### 명예 박사 학위
- 1996 모스크바 물리공과대학교 명예 의공학 박사

### 경력
```
     ㈔원자력응용의학진흥협회 명예회장
     러시아 아카데미 의공학회 정회원
     한국과학기술원 인재우주인건강연구센터 소장
     환경보호포럼 명예총재
     KAIST 초빙 특훈교수
2008 KAIST 명예 이학박사
1996 모스크바 국립공과대학 종신교수
     경희대 의대 부교수
1976 한국한의사협회 초대 회장
1973 경희대 한방의료원 부원장
```

## 생애

### 유년기
류근철은 일제강점기의 충남 천안에서 태어나 힘든 어린 시절을 보냈다. 3.1 운동에 부모가 참가한 것으로 일본 헌병들의 감시가 심하여 다섯 살 때 천안에서 쫓겨나게 된다. 특히 어머니는 고문을 심하게 당하여 조현증을 앓기도 하였다. 천안에서 충북 충주 노은면으로 옮겨가 제2차 세계 대전이 끝날 때까지 숨어 지냈다.
숨어 지내야 했기 때문에 학교에 보낼 형편이 되지 않았다. 하지만 열한 살 때 무작정 가까운 초등학교에 찾아가 “공부 좀 시켜 달라” 고 간청하였고, 그해 ‘늦깎이 1학년’이 됐었다.
유년시절 공부를 무척 좋아하였으며, 리더십도 강한 편이었다. 당시 주워온 사과 궤짝으로 책상을 만들고 남포등 두 개를 천장에 매달아 불을 밝혀 집에 공부방을 꾸몄다. 그 공부방에서 30여명의 동네아이들과 함께 공부를 하였고, 때로는 상급생들과 공부방 회장 자리를 두고 다투기도 하였다. 헌 양은그릇이나 깨진 솥, 다 해진 고무신 같은 걸 주워 고물장수에게 팔아 그 돈으로 초등학생 때부터 일본에 책을 주문하였는데 주로 교과와 관련된 책이나 학술 잡지 등을 보았다.
어려서부터 만들기를 좋아하여 함석을 오려 만든 자동차나, 철사를 꼬아 만든 스케이트 등을 만들어냈다. 4학년 때부턴 ‘장인공(工)’ 자를 함석으로 오려 가슴에 붙이고 다녔다. 선생들은 핀잔을 줬지만 “ 난 공학박사가 될 거예요!” 하면서 고집을 피웠다고 한다.

### 청년기
중학교에 진학할 형편이 되지 않았기에 초등학교를 졸업한 뒤엔 일본으로가 제철회사에 취직하였다. 1년 반 정도 일본에서 머물며 중·고교 과정을 독학하였고, 스무 살이 되던 1945년에 제2차 세계 대전이 끝나며 이 때 의학계에 발을 들여놓았다. 서울에서 의사 공부를 하는 동안 하루에 한 끼만 먹고, 물로 배를 채우는 생활을 하였다. 서른 살이 되던 해, 고생 끝에 한의대를 졸업하였다.

### 장년기
한의대 졸업 후 경희대 의대 부교수, 경희대 한방 병원 부원장을 역임하였고, 1973년 경희의료원에서 개최된 제 3차 세계침구학술대회에서 무약물 무통 침술법을 이용한 침술 마취 맹장수술에 성공하며 유명세를 타게 된다. 무약물 침술 마취수술에 있어 세계최초로 성공한 경우가 되었으며, 이러한 성과는 한국이 중국 보다 먼저 무약물 침술 마취에 대하여 특허를 선점하는 등의 결과를 이끌어 내는 데에 지대한 역할을 하게 되었다. 또한 ‘동서의학중풍센터’를 만들어 양방과 한방의 협진을 처음 시도했다.
그 후 경희의료원에서 퇴직한 후 병원을 개원하였다. 침 마취로 자궁근종 수술을 성공 시키는 등의 침술마취법으로 얻은 명성을 통하여 개원 후 한의학자로서 승승장구하게 된다. 병원 자리로 구입한 땅이 천정부지로 값이 뛰기 시작하면서 많은 부를 가지게 되었고, 그 때부터 그는 본격적으로 자신이 가진 모든 것을 나눠야 하겠다는 생각을 가지게 된다. 의료봉사현장에서 활발히 활동하던 도중 1996년 러시아로 떠난다. 모스크바 국립공과대학교에서 재활의학과 의공학을 주제로 박사학위를 받아 한의학자로는 처음으로 의공학 박사 학위를 취득한 사람이 되었으며 이후 모스크바 국립공과대학교의 의공학과 정교수로 발탁되었다.

### 노년기
한번 주머니에 들어온 돈은 절대 꺼내지 않겠다는 생각으로 돈을 모았다고 한다. 일단 은행에 저축하면 꺼내질 않았다. 병원 개업해 72년 최초로 침술로 제왕절개 수술 마취에 성공했다. 이후 번 돈으로 빌딩을 샀고 빌딩의 수요자가 많아 몇 번 옮기는 과정에서 재산이 불어났다. 그때부터 ‘이 돈은 내 돈이 아니구나’는 생각이 들어 10여 년 전부터 기부할 생각을 했다.
기부를 하기 위하여 기부할 곳을 상당한 기간 찾아다녔다고 한다. 한의학이 있는 것도 조국이 있기 때문이고 오늘날의 국력은 그 나라의 과학 기술 수준이라는 생각에서 자신의 돈이 우리나라의 과학 수준을 높여주는 데에 밑거름이 되길 바랐다고 한다. 2008년 개인 기부사상 최고액인 578억원을 KAIST에 내 놓으며 자신의 전 재산을 기부로 내 놓았고, 이 후 KAIST에서 생활하며 ‘닥터류 헬스클리닉’을 열어 ‘재능기부’도 행하였다. 2012년 1월 중순 뇌경색 진단을 받고 치료를 받다, 3월 8일 향년 85세의 나이로 별세하였다.

## 기부현황
류근철은 2008년 8월 국내 개인기부로는 사상 최고액인 578억원을 KAIST에 기부하였다. “2008년 KAIST를 방문했을 당시 면학에 열중해 있는 학생들을 보며 한국의 미래가 여기에 있구나 하는 확신을 가졌으며, 우리나라가 선진국으로 성장하기 위해서는 과학기술 발전이 필수적이고, 그 역할을 선도적으로 이끌어갈 수 있는 곳이 바로 KAIST라고 생각했다”고 하며 기부의 의견을 밝혔다. 기부하기로 한 재산은 서울 중구의 빌딩(평가액 500억원)과 경북 영양의 산 10만여평 등 부동산을 비롯해 벼루, 동양화 등 골동품이 포함되어 있다.
또한 기부 이후 KAIST의 8평짜리 교수기숙사에 거주하며 재산뿐 아니라 ‘지식’까지도 기부하고 싶다며 2009년 3월 ‘KAIST 인재·우주인건강 연구센터’와 ‘닥터류 헬스클리닉’을 개소하고, 고령의 나이임에도 불구하고 병으로 쓰러지기 전날까지 학생들을 돌보며 무료 진료를 해오는 등 청년 같은 열정을 보였었다.
1990년대 후반에는 모스크바 국립공대 교수로 재직하면서도 의료 시설이 부족한 국내 지방 각지를 돌면서 무료 진료 활동을 펼쳐왔으며, 이 같은 공으로 충남 천안, 경남 산청시, 대전시로부터 명예시민증을 받은 바 있다. 2007년에는 고향인 충남 천안 천동초등학교에 4억5000만원을 기부해 다목적체육관, 실내골프연습장 등을 건립토록 했다.

## 성과

### 한의사로서의 성과
1973년 9월 25일 경희의료원에서 열린 제 3차 세계침구학술대회에 세계 25개국 750여명의 석학들이 참가했다. 이때 가장 이목을 끈 것은 무약물 무통 침술법을 행하고 있는 류근철 박사였다. 이 공개 맹장 수술에서 성공함에 따라 우리나라는 세계 최초로 무약물 침 마취 수술에 성공한 나라가 되었다. 이는 한의학의 우수성을 널리 알리는 중요한 분수령이 됐던 기념비적인 사건이었다. 당시 각 극장마다 상영되는 대한뉴스에서 조차도 메인 테마로 방영될 정도였으니 얼마나 큰 반향을 일으켰었는지는 짐작하고도 남는다.
류근철은 이후에도 당시 조교였던 허창회, 김창환, 채우석 교수 등의 도움을 받으며 자궁근종 절제 수술, 제왕절개 수술을 무약물 침술마취로 성공시키며 한의학의 발전가능성에 대하여 피력하였다.
1962년에는 국내 최초로 무통 침치료기를 개발했으며, 1972년에는 세계 최초로 침술로 제왕절개 수술 마취에 성공했다. 1973년에는 경희대 한방의료원 부원장으로 재직하며 ‘동서의학중풍센터’ 설립을 주도해 처음으로 양방과 한방의 협진을 시도하는 등 한의학의 진흥에 기여했다. 또한 한의학에 공학을 접목한 ‘중풍 후유증 치료기’를 개발해 한의학자로는 처음으로 1996년 4월 모스크바국립공대에서 의공학 박사학위를 취득하는 하여 한의학 분야를 과학기술 분야로의 확대를 위하여 노력하였다.

### 의공학자로서의 성과
'류박사 건강 증진기' '추간판 및 관절 교정기구' 등을 개발. 4개의 특허를 받았으며, 2개가 현재 특허 심사 계류 중에 있다.
추간판관절유격조절운동기(등록번호 2000455520000(19900214)), 추간판관절유격조절운동기의편측높이조절장치(등록번호 2000455510000(19900214)), 신체교정용 장치, 신체교정용 장치의 제어기 및 제어 방법(등록번호 1011633420000 (20120629)), 신체교정용 장치 및 그의 확장프레임(등록번호 1011132420000 (20120131))와 같은 상기 4개의 특허의 발명자로 혹은 특허권자로 등록되어 있다. 근육이완기(출원번호 10-2010-0045311 (20100514)), 치료용 침대 및 의자 겸용 장치(출원번호 10-2009-0119509 (20091204))의 2개의 심사 계류 중인 출원에 대하여 발명자로 등록되어 있다.
경희대 의대 제적 시절 ‘동서의학중풍센터’를 만들어 양방과 한방의 협진을 처음 시도했다. 1997년 모스크바 국립 공과대학교에서 재활의학과 의공학을 주제로 박사학위를 취득하고 모스크바 국립공과대학교 의공학과 정교수로써 일하였다.

### 과학홍보대사로서의 성과
류근철은 기부 이후 강연 활동과 각종 언론 인터뷰 등을 통해 과학기술 홍보대사를 자처했다. KAIST, 서울여대, 충남대, 대전시 등에서 연사로 초청돼  과학기술 발전의 필요성에 대하여 이야기 하였으며 과학기술에 대한 국민적 관심과 지지를 이끌어냈다.
또한 우리나라 기부 문화에 대한 인식을 제고시켰으며, 이는 류근철의 기부 이후 과학기술의 발전을 목적으로 한 개인 기부자가 늘어난 것을 통해서도 간접적으로 확인 할 수 있다.
류근철은 이와 같은 활동으로 기부와 과학기술에 관한 국민적 관심을 증진시킨 공로로 제43회 과학의 날에 과학기술훈장 ‘창조장’을 수상했으며, 2010 MBC사회봉사대상 특별상, 2010 충청향우회 ‘자랑스러운 충청인상’ 등을 수상했다.

## 상훈
2010 과학기술 훈장 1등급 창조장.
2010 MBC사회봉사대상 특별상.
2010 충청향우회 '자랑스러운 충청인상'.

## 같이 보기
- 강명자

## 참고 자료
- 류근철 - 네이버 인물 정보
- 특허정보검색서비스[깨진 링크(과거 내용 찾기)]
- KAIST NEWS[깨진 링크(과거 내용 찾기)]
- 전재산 '578억원' 환원한 기부왕 류근철 박사